# Stictolampra buqueti
Stictolampra buqueti är en kackerlacksart som först beskrevs av Jean Guillaume Audinet Serville 1839.  Stictolampra buqueti ingår i släktet Stictolampra och familjen jättekackerlackor. Inga underarter finns listade i Catalogue of Life.